# 40-мм пушка Виккерс Мк 2
QF 2 pounder Mark II — автоматическая зенитная пушка, разработанная британским концерном «Виккерс» в годы Первой мировой войны. Одно из первых автоматических зенитных орудий в мире. Из-за характерного звука, издаваемого при стрельбе, широко известно как «Пом-пом». Её дальнейшим развитием стал зенитный автомат Vickers QF 2 pounder Mark VIII, широко применявшийся Королевским флотом в годы Второй мировой войны.

## История создания и конструкция
С развитием авиации в ходе Первой мировой войны, британский флот стал испытывать потребность в зенитном оружии ближнего действия, более эффективном, чем применявшиеся для этой цели различные версии пулемётов «Максим». Конструкторы компании «Виккерс», являвшейся основным британским производителем этих пулемётов, предложили флоту двухфунтовую автоматическую пушку, представлявшую собой пулемёт «Виккерс», но значительно увеличенных размеров. Также автоматы Виккерса использовались как ЗСУ (на шасси забронированного грузовика Пирлесс, 16 таких машин поступило в русскую императорскую армию)
Автоматическая пушка была принята на вооружение в марте 1915 года и впервые установлена на эсминцы типа «М».

## Боевое применение
Главным недостатком данной системы была низкая начальная скорость снаряда — 600 м/с и как результат недостаточная дальнобойность.